# Sagiáda
Sagiáda, en grec moderne : Σαγιάδα, est un village et un ancien dème du district régional de Thesprotie, en Épire, Grèce. En 2010, il est fusionné au sein du dème de Filiátes.
Selon le recensement de 2011, la population du dème compte 1 740 habitants, tandis que celle du village s'élève à 594 habitants.